# Gold State Coach

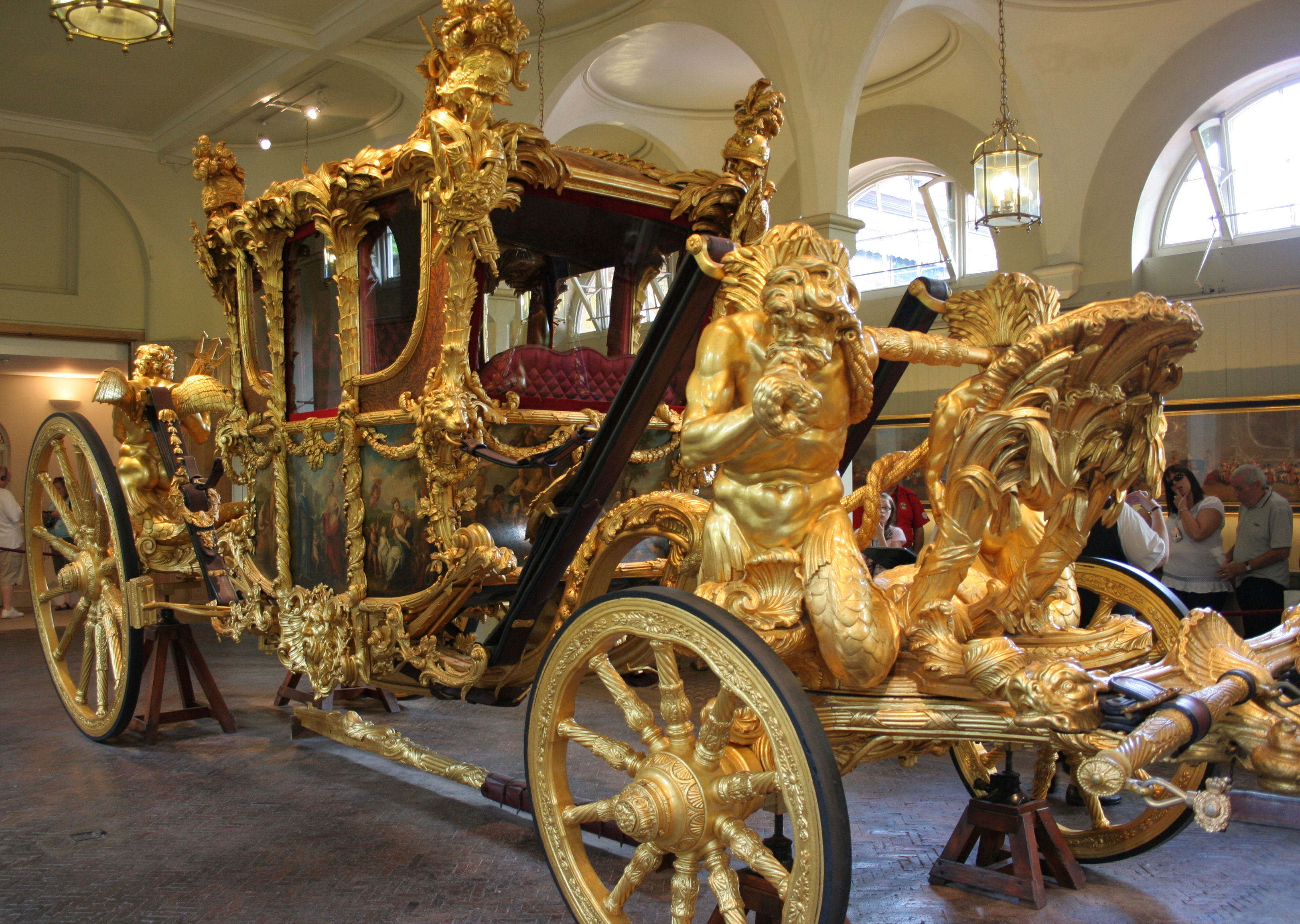
Die Gold State Coach, Royal Mews, London

Die Gold State Coach ist die Krönungskutsche der britischen Könige.
Die Kutsche wurde seit der Krönung von George IV. bei jeder Krönung eines englischen Königs eingesetzt. Sie steht in den königlichen Ställen, den Royal Mews, hinter dem Buckingham Palace.

## Geschichte

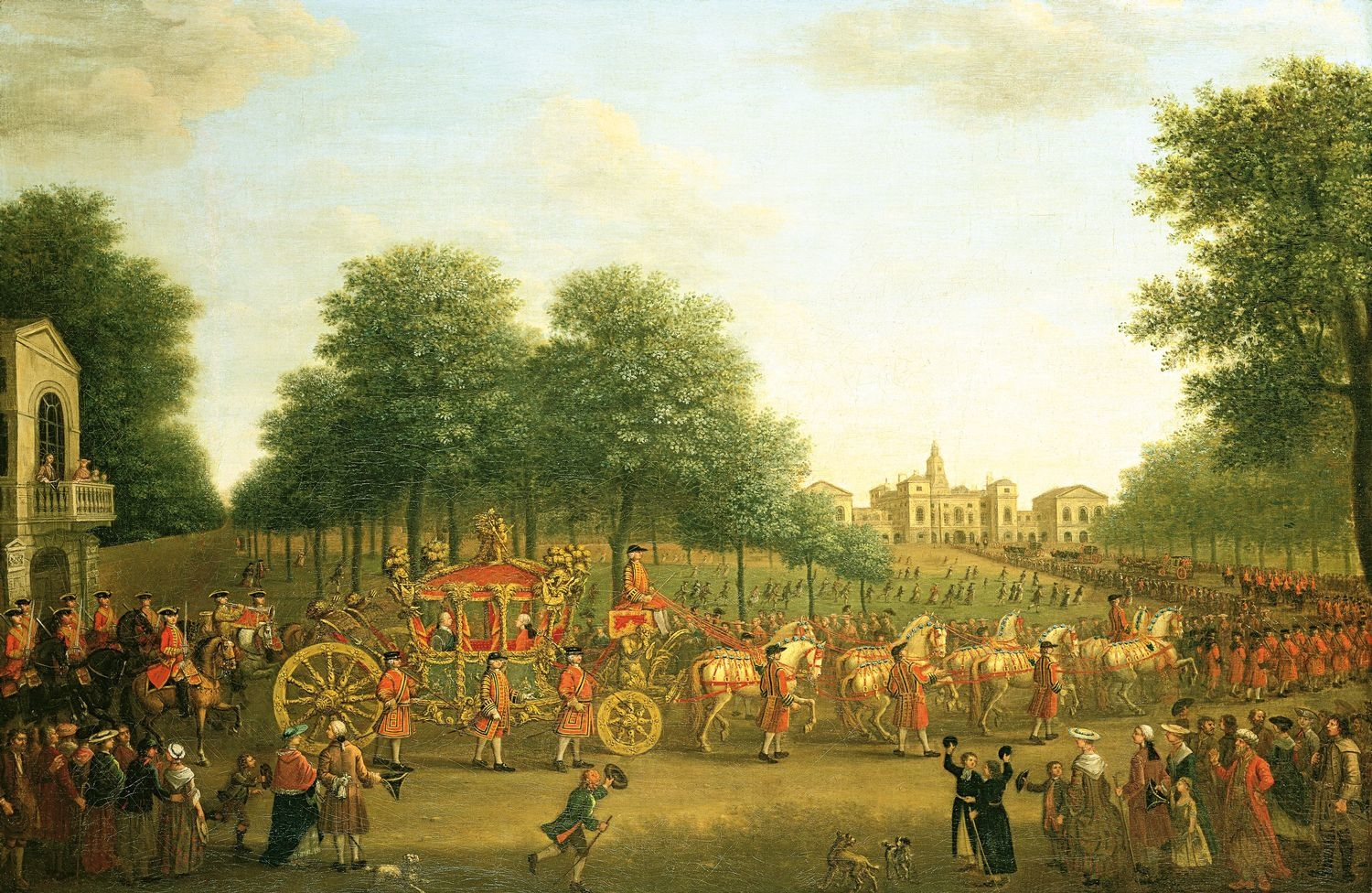
George III. auf der Fahrt zur Parlamentseröffnung, 1762

Die Kutsche wurde in den 1760er Jahren von Francis Hastings, dem 10. Earl of Huntingdon (1729–89), der zu diesem Zeitpunkt das Amt des King's Master of the Horse bekleidete, für die Krönung von George III. und dessen Hochzeit mit Charlotte von Mecklenburg-Strelitz im Jahr 1761 in Auftrag gegeben. Die Kosten für Bau und Ausstattung betrugen über 7500 Pfund, von denen 1673,15 auf Samuel Butler, den Erbauer des Wagens, 2500 auf Joseph Wilton (1722–1803), den Bildschnitzer, und 315 auf den Maler Giovanni Battista Cipriani (1727–1785), der die allegorischen Bilder auf der Kutsche malte, entfielen.
Beteiligt an Design und Ausstattung der Kutsche waren außerdem William Chambers (1723–96), der die Kutsche entwarf, der Antiquar Thomas Hollis (1720–74), der am elaborierten Bildprogramm maßgeblich beteiligt war, der Vergolder Henry Pujolas und der Silberschmied George Coyte.
Das aufwendige Projekt erwies sich als außerordentlich kompliziert, so dass die Kutsche erstmals aus Anlass der Parlamentseröffnung durch George III. am 25. November 1762 in Betrieb genommen werden konnte. Seit der Krönung von George IV. wurde sie bei jeder Krönung eines britischen Königs eingesetzt. König George VI. ließ die Kutsche nach dem Zweiten Weltkrieg überholen und die Räder mit Gummireifen versehen, um den Fahrkomfort zu verbessern.
Am 2. Juni 1953 fuhr Elisabeth II. zu ihrer Krönung vom Buckingham Palace zur Westminster Abbey, der Krönungskirche der britischen Könige. Zuletzt wurde der Wagen 2023 anlässlich der Krönung von  Charles III. angespannt.

## Beschreibung
Die Kutsche wiegt vier Tonnen, ist 7,30 Meter lang, 2,40 Meter breit und 3,70 Meter hoch. Sie ist ein Achtspänner, da acht Pferde benötigt werden, um sie in Bewegung zu setzen. Sie besteht aus vergoldetem Holz, die ledernen Riemen der Federung haben goldene Schnallen und sind mit Saffian überzogen, die Wände und die gepolsterten Sitze in der Kutsche mit rotem Samt und Seidensatin. Der Wagenkasten selbst ist vollständig vergoldet. Er hat ein festes Dach und ist mit Palmen und Lorbeergirlanden reich dekoriert.

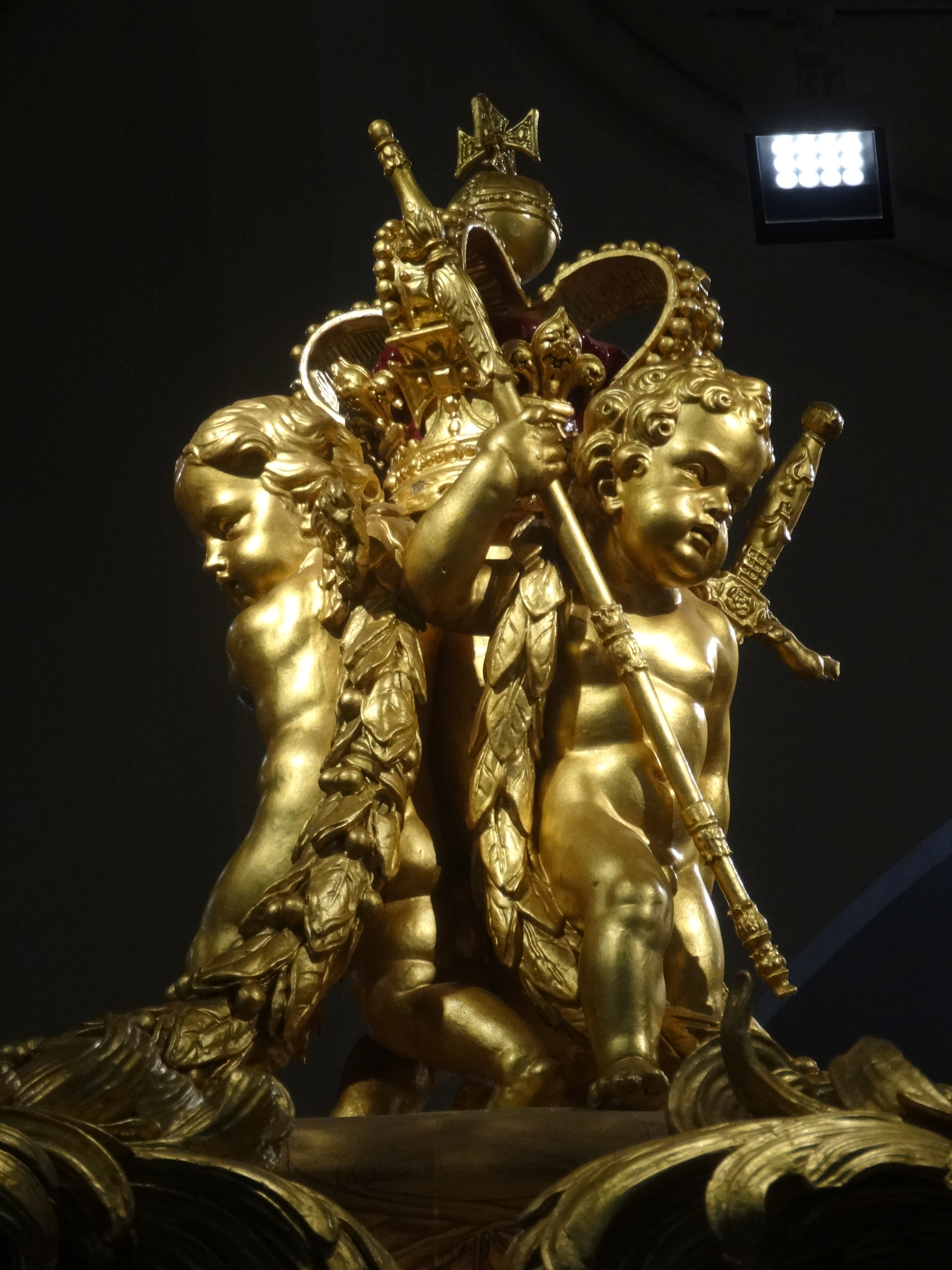
Putten mit Krone, Schwert und Zepter

Die drei Putten auf dem Dach halten Girlanden oder tragen die Reichsinsignien: Staatsschwert, St.-Edwards-Stab und Edwardskrone. Die vier emblemartigen Aufbauten an den Ecken des Dachs mit Kriegshelm, Schild, Schwert, Lanze und Trompete symbolisieren die militärische Stärke Englands, während die mächtigen Tritonen an den Ecken des Wagens  Großbritannien als Seemacht repräsentieren. Die Bilder an der Außenseite der Kutsche repräsentieren ebenfalls Englands militärische, politische und kulturelle Bedeutung. Das Bild an der Front der Kutsche ist eine Allegorie des Sieges, der Britannia den Siegeslorbeer reicht. Auf der Rückseite ist die Ankunft von Neptun mit Amphitrite, die mythologischen Herrscher der Meere, an der britischen Küste dargestellt. Die Bilder an den Seiten der Kutsche sind ebenfalls allegorische Darstellungen aus der antiken Mythologie, wie Apollon  als Führer der Musen, Minerva als Göttin der Weisheit oder Merkur als Gott des Handels.
Gezogen wird die Kutsche traditionell von Windsor Greys, die Pferde bewegen sich nie schneller als in Schrittgeschwindigkeit. Die Pferde sind mit Scheuklappen aus Leder, das mit goldenen Ornamenten besetzt ist, und Zaum- und Sattelzeug mit goldenen Beschlägen, Rosetten etc. ausgestattet.
Auf der Fahrt wird der Wagen von einer Reihe von Männern in roten Uniformen mit goldfarbenen Tressen begleitet. Geführt wird die Kutsche durch vier berittene Gespannführer, neun Pferdeburschen zu Fuß, von denen einer den Zug abschließt, sechs Footmen  (Diener) und vier Yeomen of the Guard, ausgestattet mit Partisan, einer Stangenwaffe.